# Johannes Busch (Klosterreformer)
Johannes Busch (* 1399 in Zwolle; † 1479 oder 1480 in Hildesheim), auch Jan Busch oder (latinisiert) Johannes Buschius, war ein Reformer des Ordens der Augustiner-Chorherren, besonders der Kongregation von Windesheim.
1417 trat Busch ins Kloster Windesheim ein, wo er vom Gedankengut Gerhard Grootes geprägt wurde. Von dort sandte man ihn als Diakon nach Bödingen im Herzogtum Berg, wo er im Jahr 1424 ankam, in dem das dortige Kloster gegründet wurde. Im Kölner Dom empfing er schließlich die Priesterweihe und feierte danach in der Wallfahrtskirche Bödingen seine Primizmesse.
1434 kehrte er nach Windesheim zurück. Nachdem das Basler Konzil im Jahre 1435 das Kloster Windesheim mit der Reform der Klöster der Augustiner-Chorherren in Deutschland beauftragt hatte, reformierte er ab 1437 verschiedene Klöster. Unter anderem wirkte er 1440 am Hildesheimer Sültekloster, auch am Kloster Neuwerk (Halle) war er tätig.
1451 wurde er vom Kardinallegaten Nikolaus von Kues zum apostolischen Visitator der Augustiner-Chorherren in den Kirchenprovinzen Magdeburg und Mainz ernannt. Nach 1456 betätigte er sich als Geschichtsschreiber seines Ordens. Von 1459 bis zu seinem Tod war er Propst des Sülteklosters.
Sein bekanntestes hinterlassenes Werk ist der Liber de reformatione monasteriorum, ein Buch über die Klosterreform, verknüpft mit autobiographischen Berichten zum gleichen Thema, entstanden zwischen 1470 und 1474.
Johannes Busch ist ein typischer Vertreter der Devotio moderna („zeitgemäße Frömmigkeit“).